# Paznehtníkovité
Paznehtníkovité (Acanthaceae) je velká čeleď vyšších dvouděložných rostlin z řádu hluchavkotvaré (Lamiales). Čeleď zahrnuje byliny i dřeviny se vstřícnými listy a dvoustranně souměrnými květy uspořádanými často v nápadných květenstvích. Paznehtníkovité jsou rozšířeny v tropech celého světa. Některé druhy se pěstují jako pokojové rostliny či letničky. Patří také k nápadným rostlinám ve sklenících botanických zahrad. V jižní Evropě je tato čeleď zastoupena několika druhy paznehtníku.

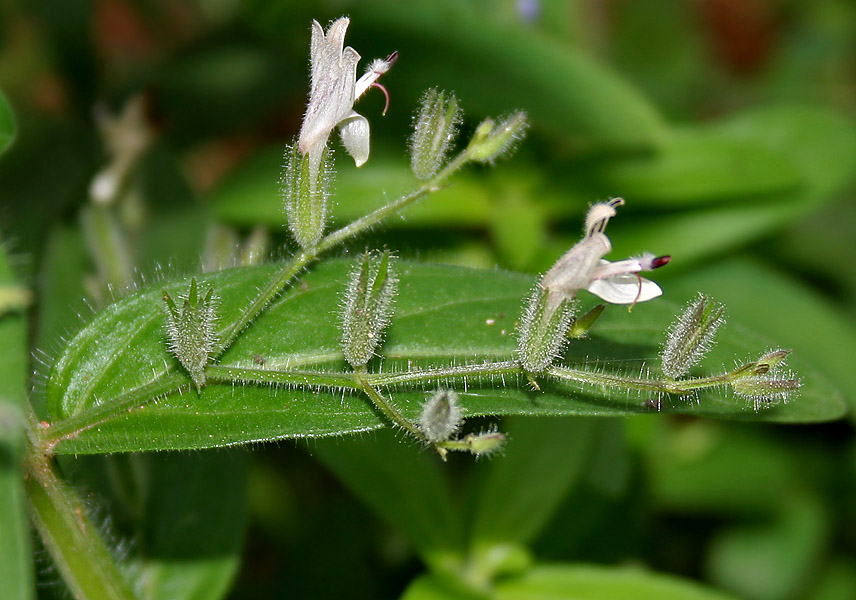
Andrographis echioides

## Popis
Paznehtníkovité jsou jednoleté nebo vytrvalé byliny, polokeře a keře, řidčeji až 20 metrů vysoké stromy (Bravaisia, Trichantera) nebo liány (Thunbergia, Mendoncia), výjimečně i vodní rostliny (některé druhy rodu Hygrophila). Rostliny jsou lysé nebo chlupaté jednoduchými nebo žlaznatými chlup. Mladé stonky jsou oblé nebo často čtyřhranné, většinou se ztlustlými uzlinami. Někdy jsou na rostlinách ostny vzniklé přeměnou listů. U většiny zástupců jsou v pokožce přítomny cystolity uhličitanu vápenatého, u některých podčeledí a rodů chybějí. Listy jsou jednoduché, vstřícné nebo řidčeji přeslenité, celistvé, přisedlé nebo řapíkaté, se zpeřenou žilnatinou a bez palistů. Čepel listů je celokrajná, výjimečně na okraji ostnitě zubatá.
Květenství jsou vrcholová nebo úžlabní, nejčastěji klasy, vrcholíky, hrozny nebo thyrsy. Květenství jsou často hustá, s nápadnými a někdy i barevnými listeny podpírajícími květy. Květy jsou pravidelné až dvoustranně souměrné, oboupohlavné, nezřídka velké a nápadné. Kalich je srostlý z 5 lístků, obvykle hluboce 4 nebo 5laločný, případně celokrajný nebo zubatý. Koruna je srostlá z 5 lístků, s válcovitou až nálevkovitou trubkou, u některých druhů otočená o 180 °. Ústí koruny je dvoupyské nebo pěticípé. Tyčinky jsou obvykle 2 nebo 4, přirostlé ke korunní trubce. Semeník je svrchní, srostlý ze 2 plodolistů, obvykle dvoupouzdrý, s jedinou nitkovitou čnělkou. Placentace je axilární nebo řidčeji parietální. V každém pouzdře jsou 2 až mnoho vajíček. Okolo báze semeníku je obvykle kruhovitý nektáriový disk. Plodem je pouzdrosečná tobolka nebo peckovice. Každé semeno je zpravidla podepřeno speciální kápovitou strukturou vzniklou z tkáně semeníku zvanou retinákulum nebo jakulátor, která při otevření tobolky vyvrhuje semena. Semena jsou zpravidla kulatá nebo zploštělá, lysá nebo chlupatá.

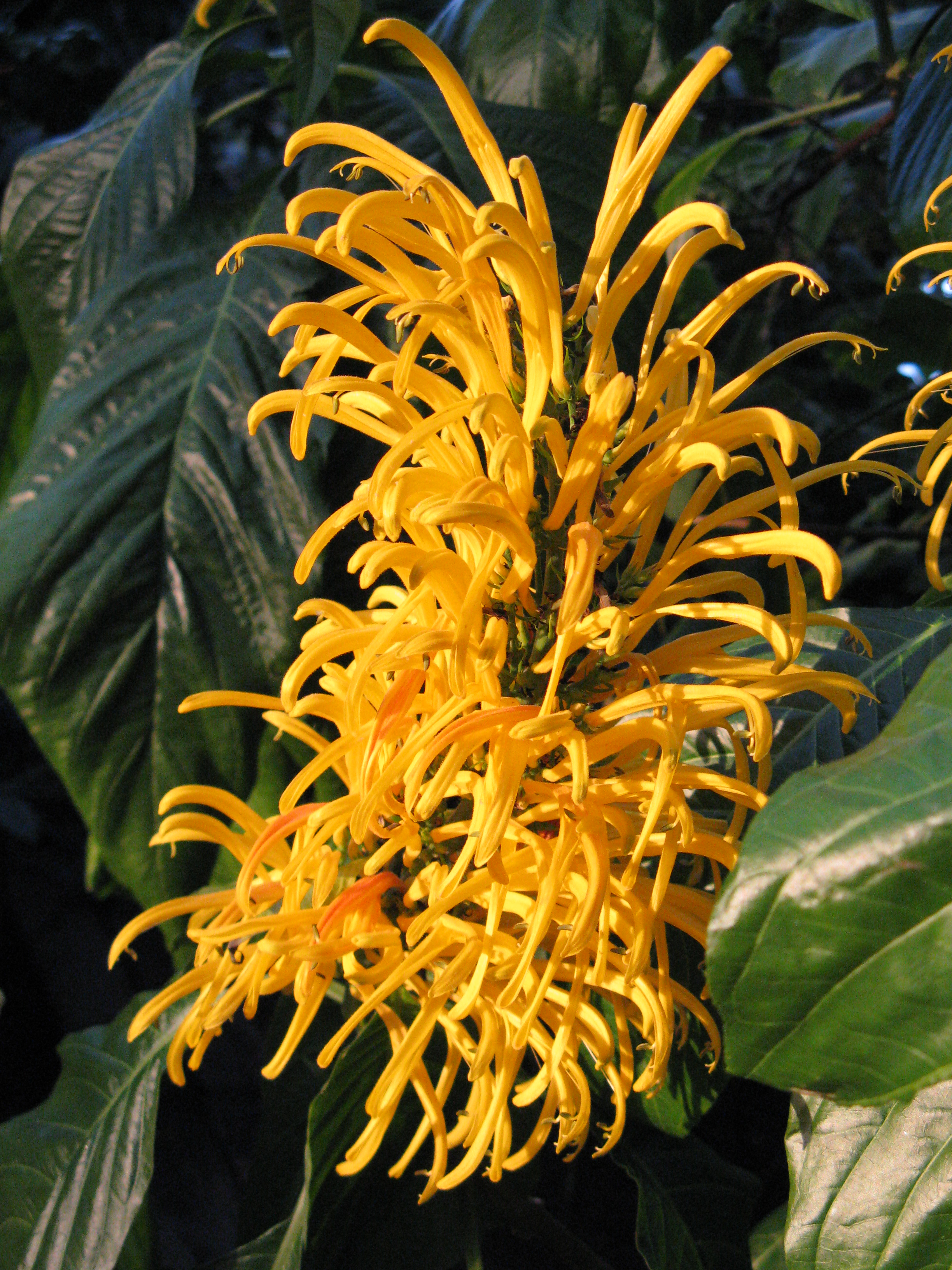
Květenství justície Justicia aurea
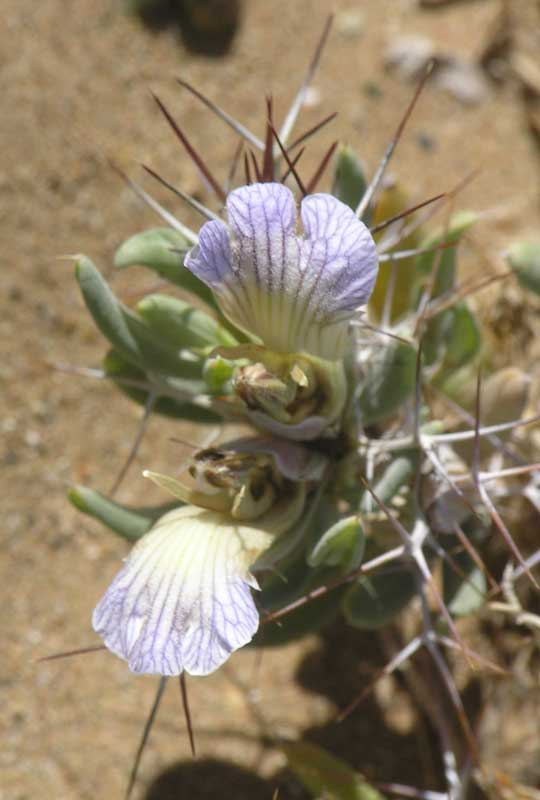
Blefarka Blepharis mitrata
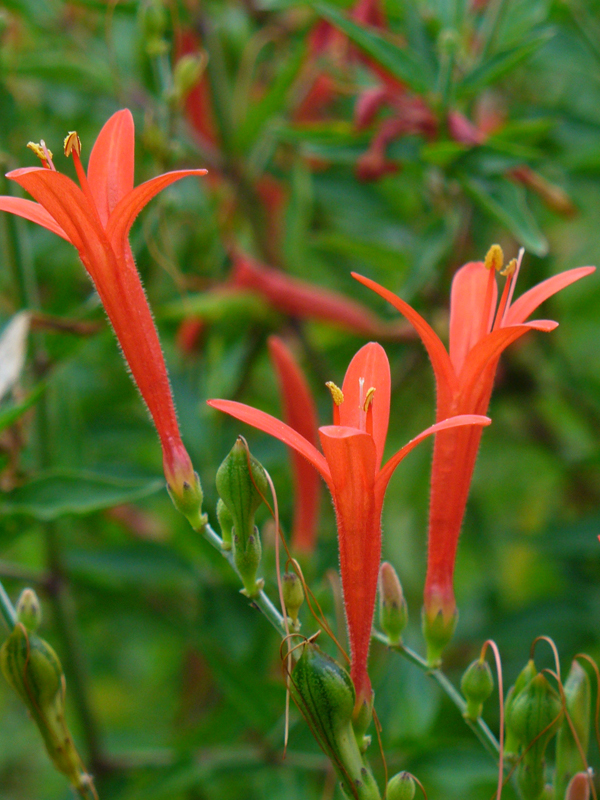
Anisacanthus quadrifidus
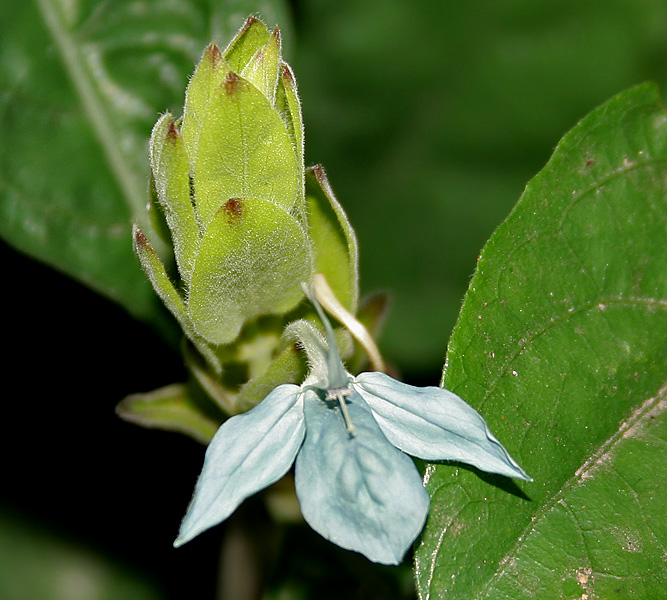
Ecbolium ligustrinum
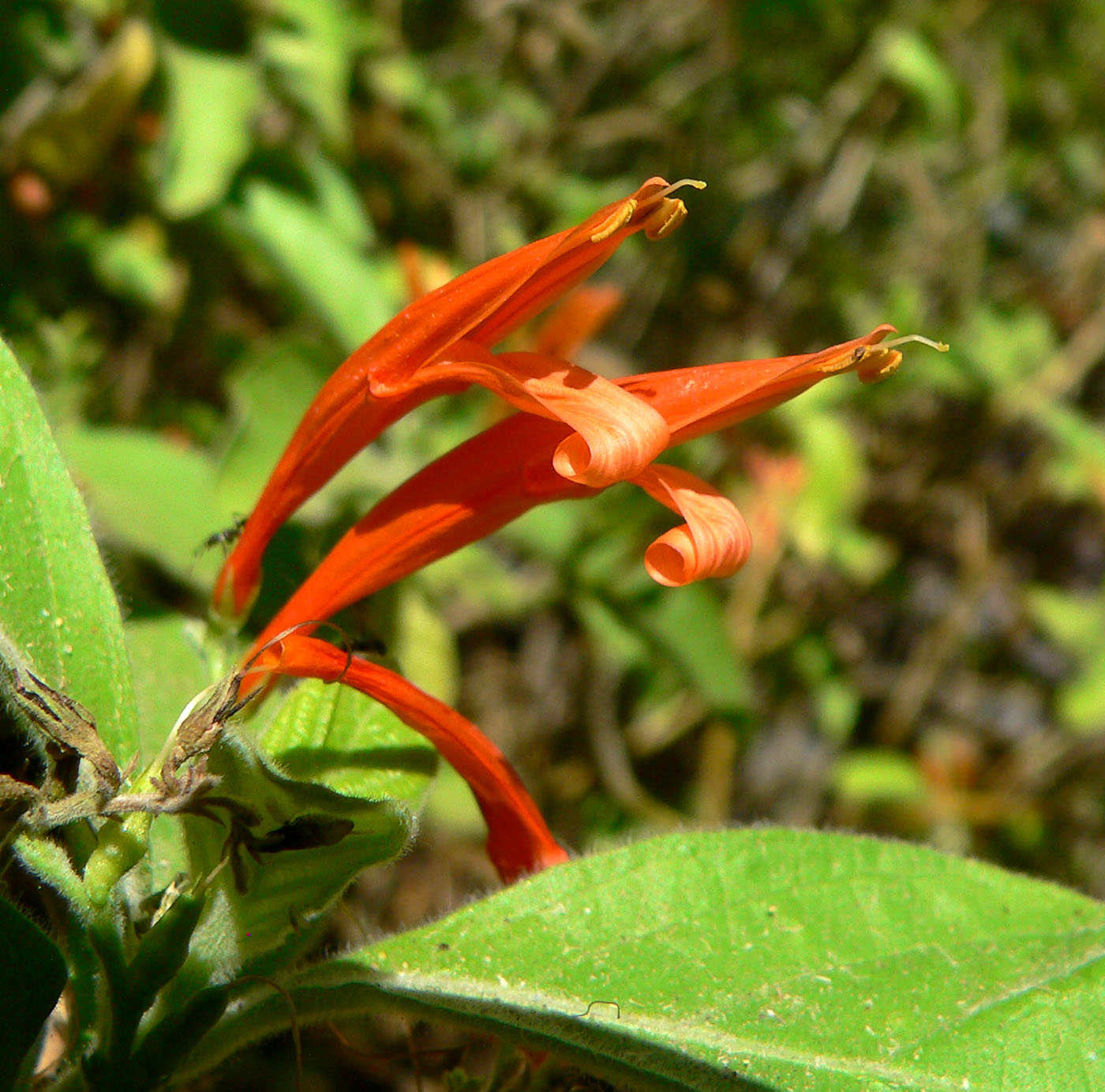
Justície Justicia spicigera
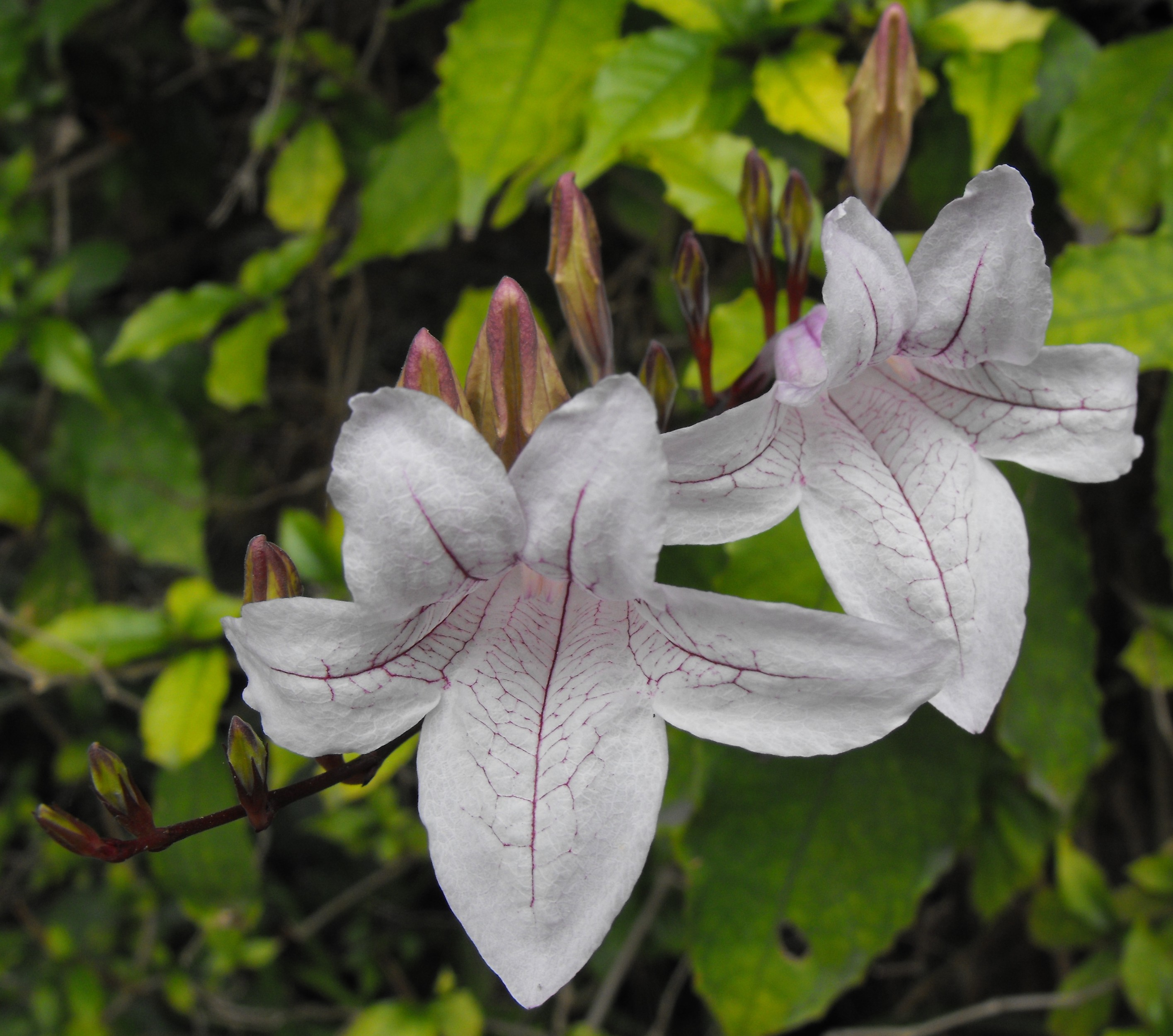
Makaja Mackaya bella
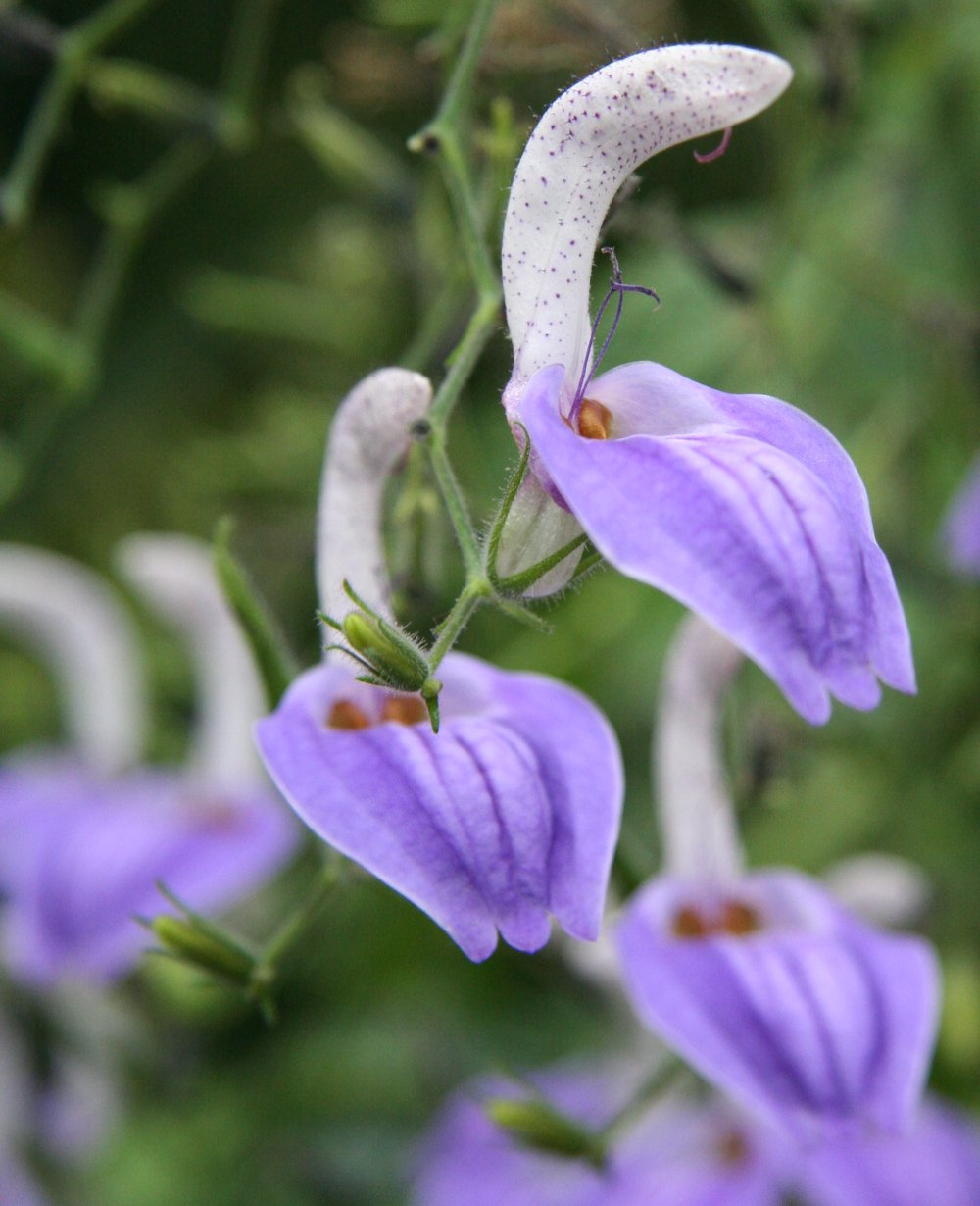
Brillantaisia nyanzarum
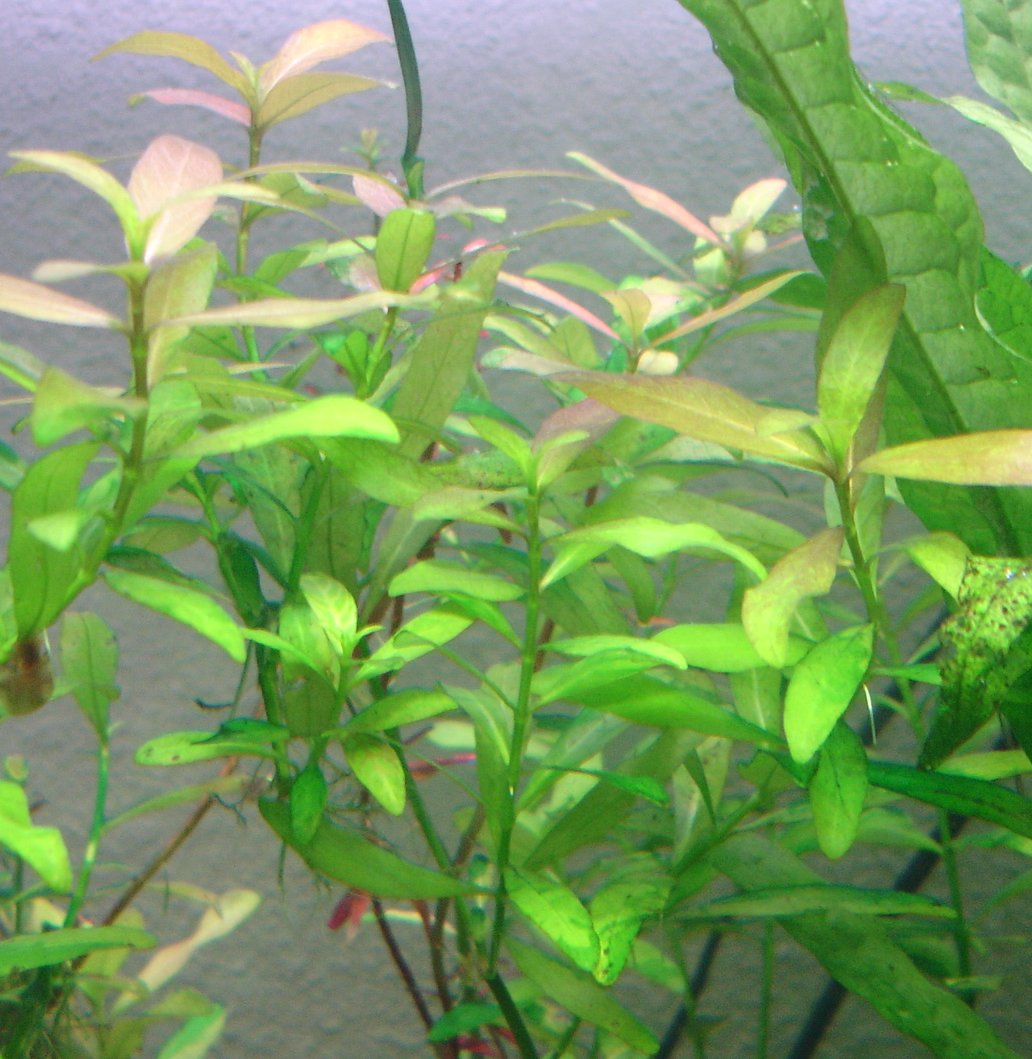
Mokřanka Hygrophila polysperma

## Ekologické interakce
Květy paznehtníkovitých jsou opylovány nejčastěji včelami, motýly, netopýry a kolibříky.
Nejklasičtější zástupci paznehtníkovitých jsou keře s jasně zbarvenými květy produkujícími nektar, uspořádanými v hustých nápadných květenstvích. Každý den se rozvine jen 1 nebo 2 nové květy a květenství je tak opylováno postupně. Když blizna dozraje, nachází se přímo nad již puklými prašníky. V průběhu odpoledne se blizny květů stáčejí dolů k prašníkům a zajišťují tak samoopylení, pokud již nebyly předtím opyleny.
Sladkou šťávu vylučovanou červci sajícími na některých rostlinách vyhledávají mravenci, kteří posléze tyto rostliny chrání před býložravci.
Ze zralých tobolek jsou semena vystřelována až do vzdálenosti 5 metrů. Semena některých druhů jsou pokryta chlupy které za vlhka slizovatějí. Lepkavé plody se lepí na nohy ptáků a mohou být transportovány i na velké vzdálenosti, jak je tomu např. u druhu Dicliptera sexangularis.

## Rozšíření

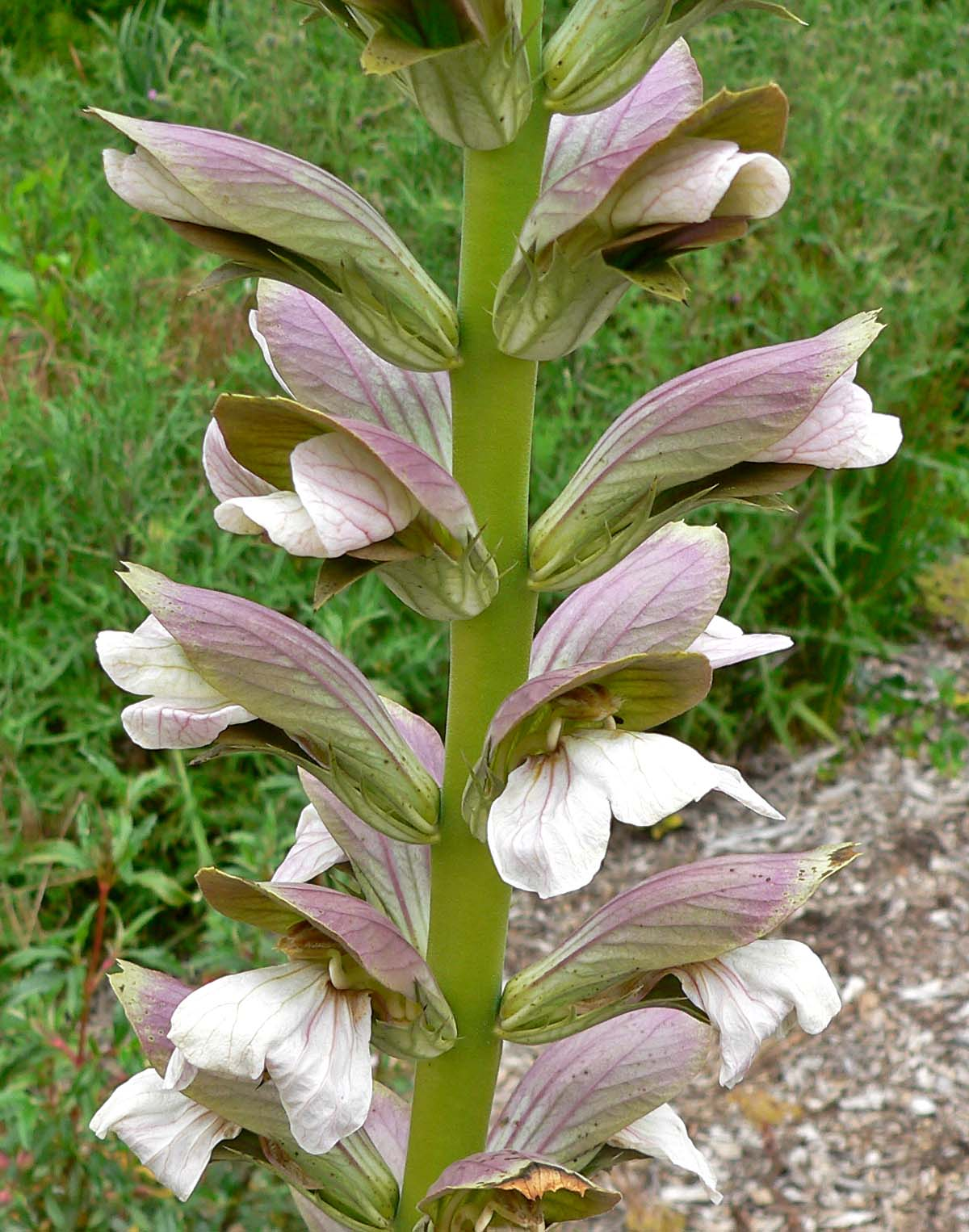
Květenství paznehtníku ostnitého

Čeleď zahrnuje asi 4000 druhů ve 229 rodech. Největší rody jsou justície (Justicia, asi 600 druhů), barlerie (Barleria, 300), strobilantes (Strobilanthes, 250), ruélie (Ruellia, 250), afelandra (Aphelandra, 170), Staurogyne (140) a thunbergie (Thunbergia, 90 druhů).
Vyskytuje se v tropech celého světa s četnými přesahy do teplých oblastí mírného pásu. Existuje celkem 5 hlavních center druhové diverzity: v Indomalajsii, v tropické Africe a na Madagaskaru, v Brazílii, v jihoamerických Andách a ve Střední Americe.
Paznehtníkovité rostou na nejrůznějších stanovištích, v lesích i otevřené krajině, ponejvíce v nadmořské výšce do 3000 metrů. Paznehtník Acanthus illicifolius je jednou z charakteristických složek mangrovových porostů v tropech Starého světa.
V květeně ČR není čeleď zastoupena. V jižní Evropě květeně rostou 3 druhy paznehtníku (Acanthus). Paznehtník měkký (Acanthus mollis) roste téměř v celém Středomoří, paznehtník balkánský (A. balcanicus) a paznehtník ostnitý (A. spinosus) v jeho východní části.

## Taxonomie
Příbuzenské vztahy paznehtníkovitých k ostatním čeledím řádu nejsou v současnosti úplně vyřešeny. Mezi blízce příbuzné čeledi náleží zejména sporýšovité (Verbenaceae), trubačovité (Bignoniaceae) a bublinatkovité (Lentibulariaceae).
Do čeledi byl vřazen mangrovový rod kolíkovník (Avicennia), dříve řazený do čeledi krtičníkovité (Scrophulariaceae), případně do samostatné čeledi kolíkovníkovité (Avicenniaceae). Někdy byl také oddělován rod Thunbergia do samostatné čeledi.
V současné taxonomii je čeleď paznehtníkovité dělena do 4 podčeledí:
- Nelsonioideae – 170 druhů v 6 až 7 rodech, tropické byliny
- Acanthoideae – asi 3200 druhů ve 217 rodech, tropy až teplý mírný pás celého světa
- Thunbergioideae – as 150 druhů v 5 rodech, tropy téměř celého světa
- Avicennioideae – 8 druhů rodu Avicennia, pantropické s přesahy do mírného pásu

## Zástupci
- afelandra (Aphelandra)
- barlerie (Barleria)
- blefarka (Blepharis)
- dipterakantus (Dipteracanthus, syn. Ruellia)
- erantemum (Eranthemum)
- fitónie (Fittonia)
- graptofylum (Graptophyllum)
- chmelníček (Beloperone, syn. Justicia)
- jakobínie (Jacobinia, syn. Justicia)
- justície (Justicia)
- kolíkovník (Avicennia)
- krosandra (Crossandra)
- kvěcha (Hemigraphis)
- makaja (Mackaya)
- měkýn (Andrographis)
- mokřanka (Hygrophila)
- paznehtník (Acanthus)
- peristrofe (Peristrophe, syn. Dicliptera)
- podrostovka (Hypoestes)
- pseuderantemum (Pseuderanthemum)
- ruélie (Ruellia)
- sanchezie (Sanchezia)
- schauerie (Schaueria)
- strobilantes (Strobilanthes)
- thunbergie (Thunbergia)
- tlustoklasec (Pachystachys)
- witfildie (Whitfieldia)
- xanterantemum (Xantheranthemum)[5][6]

## Význam

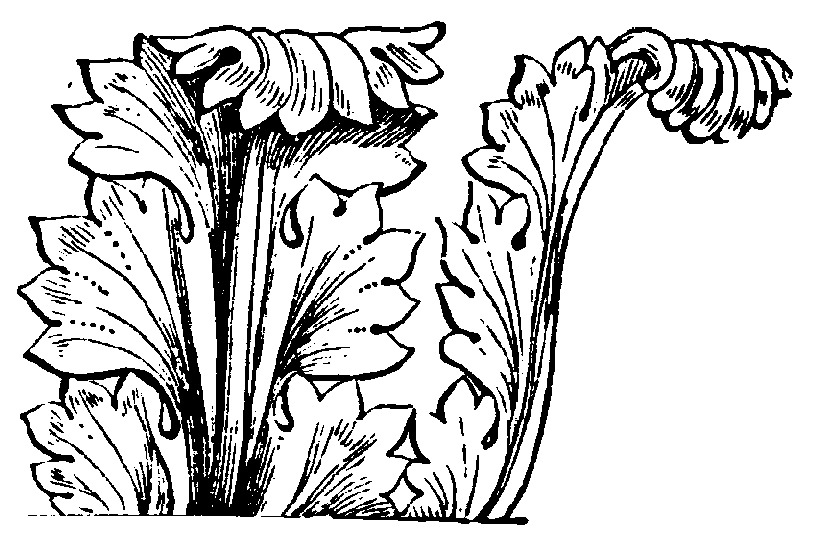
Akanty

Paznehtníkovité jsou významné zejména jako okrasné rostliny. Některé druhy jsou používány jako léčivky nebo jako zdroj barviva.

### Okrasné rostliny
V tropických zemích mají paznehtníkovité využití především jako okrasné keře a liány a pěstuje se jich velké množství druhů. Mezi liány s velkými nápadnými květy patří především různé druhy thunbergií, zejména Thunbergia grandiflora, Thunbergia mysorensis a Thunbergia coccinea.
V našich podmínkách se paznehtníkovité uplatní především jako pokojové rostliny. Mezi pokojovky s nápadnými květy náleží zejména tlustoklasec žlutý (Pachystachys lutea) a Crossandra indibuliformis, ozdobné listem jsou například druhy rodů fitónie (Fittonia) a podrostovka (Hypoestes).
Jako okrasná letnička je pod jménem černooká zuzana pěstován druh Thunbergia alata.

### Léčivé rostliny
Kořeny paznehtníku měkkého (Acanthus mollis) jsou v některých zemích Evropy používány k léčení průjmů. Odvar z listů paznehtníku Acanthus ebracteatus je v Malajsii používán na kašel. Právenka Andrographis paniculata je velmi hořká vlivem obsahu glykosidů a je v jihovýchodní Asii velmi populární při zažívacích potížích a na posílení organismu. Ruélie Ruellia tuberosa je keř pocházející z tropické Ameriky, ale rostoucí zplaněle např. ve Vietnamu, kde je v tradiční medicíně ceněn jako 'ženšen jihu' na choroby ledvin a jako účinné tonikum.

### Technické rostliny
Justície Justicia spicigera známá jako 'mexické indigo' je zdrojem modrého barviva. Namodralý roztok získaný vylouhováním rozdrcených listů Justicia spicigera v horké vodě je ve Střední Americe používán k bělení prádla.

### Umění
Listy paznehtníku Acanthus spinosus inspirovaly stylizované ornamenty používané ve starém Řecku i ve středověku a známé jako akanty.

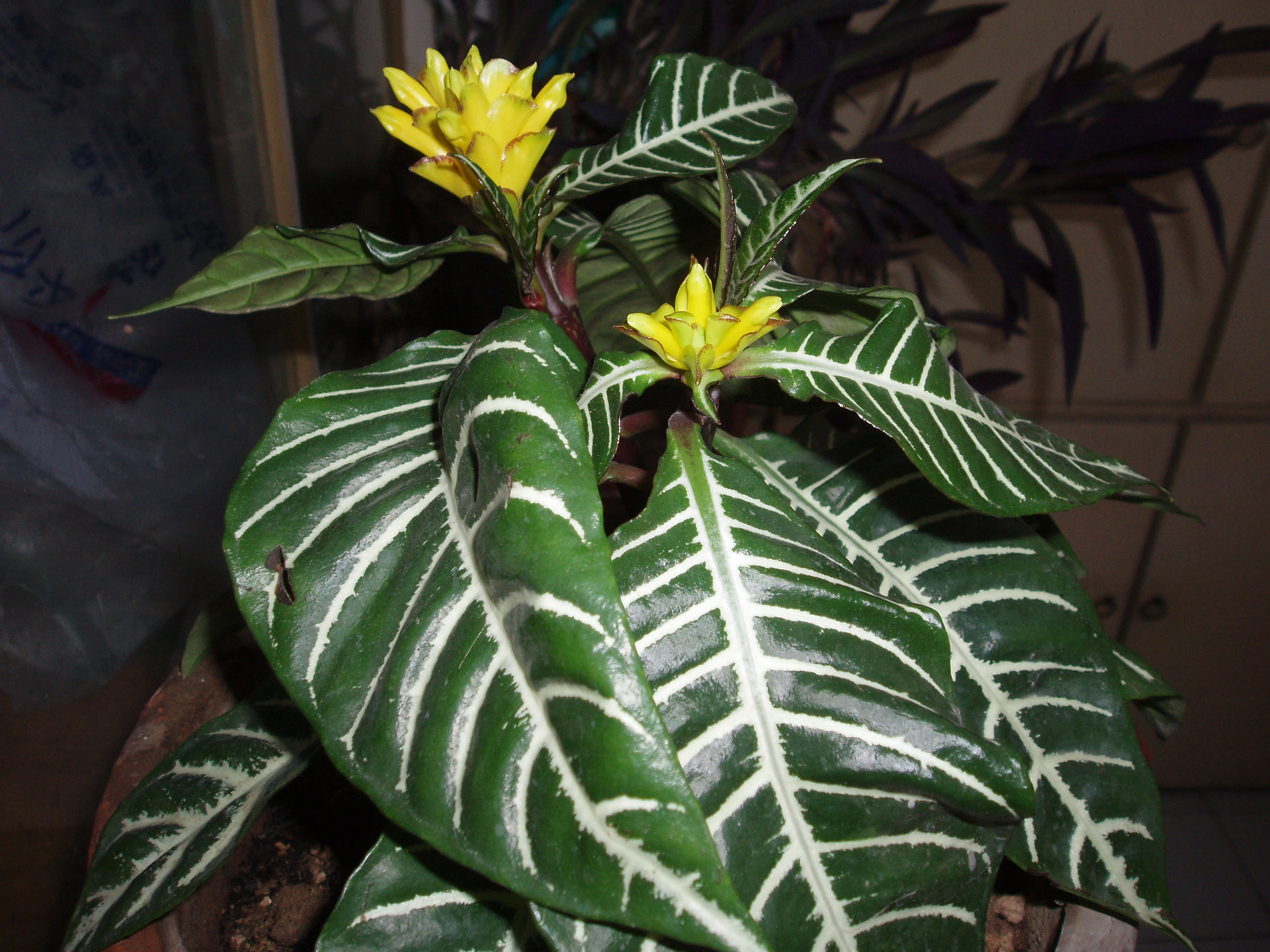
Afelandra Aphelandra squarrosa
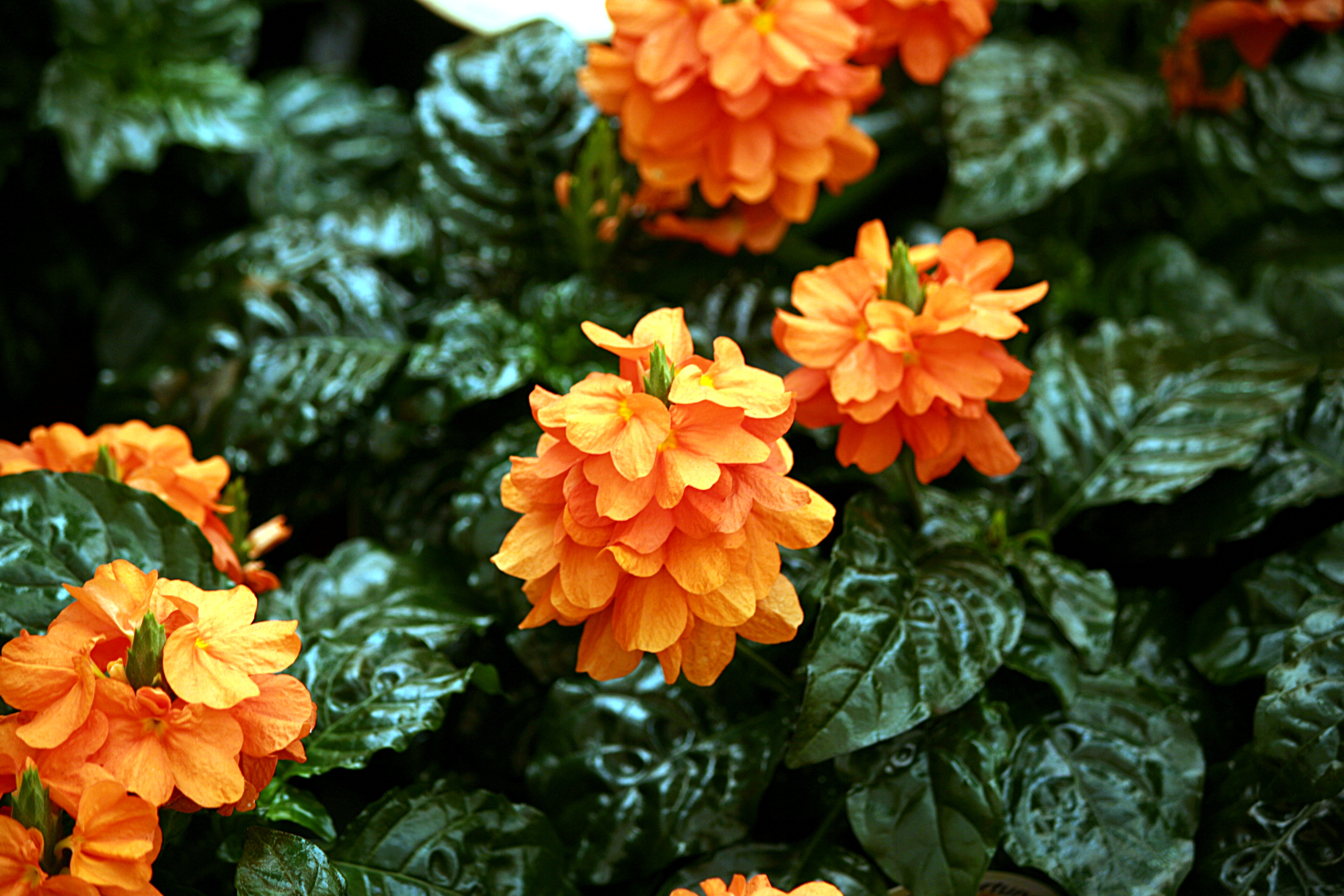
Crossandra infundibuliformis
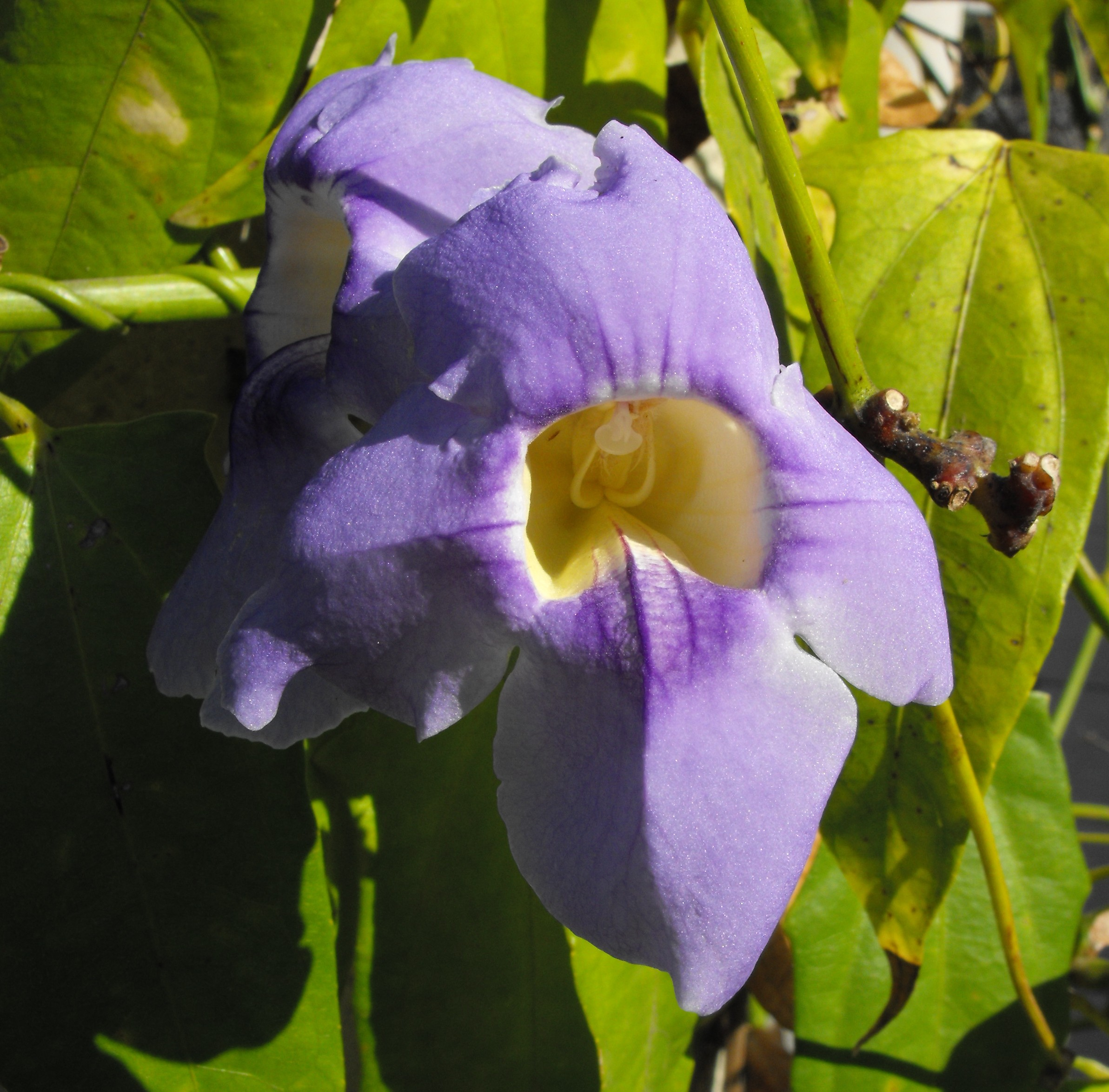
Květ thunbergie velkokvěté (Thunbergia grandiflora)
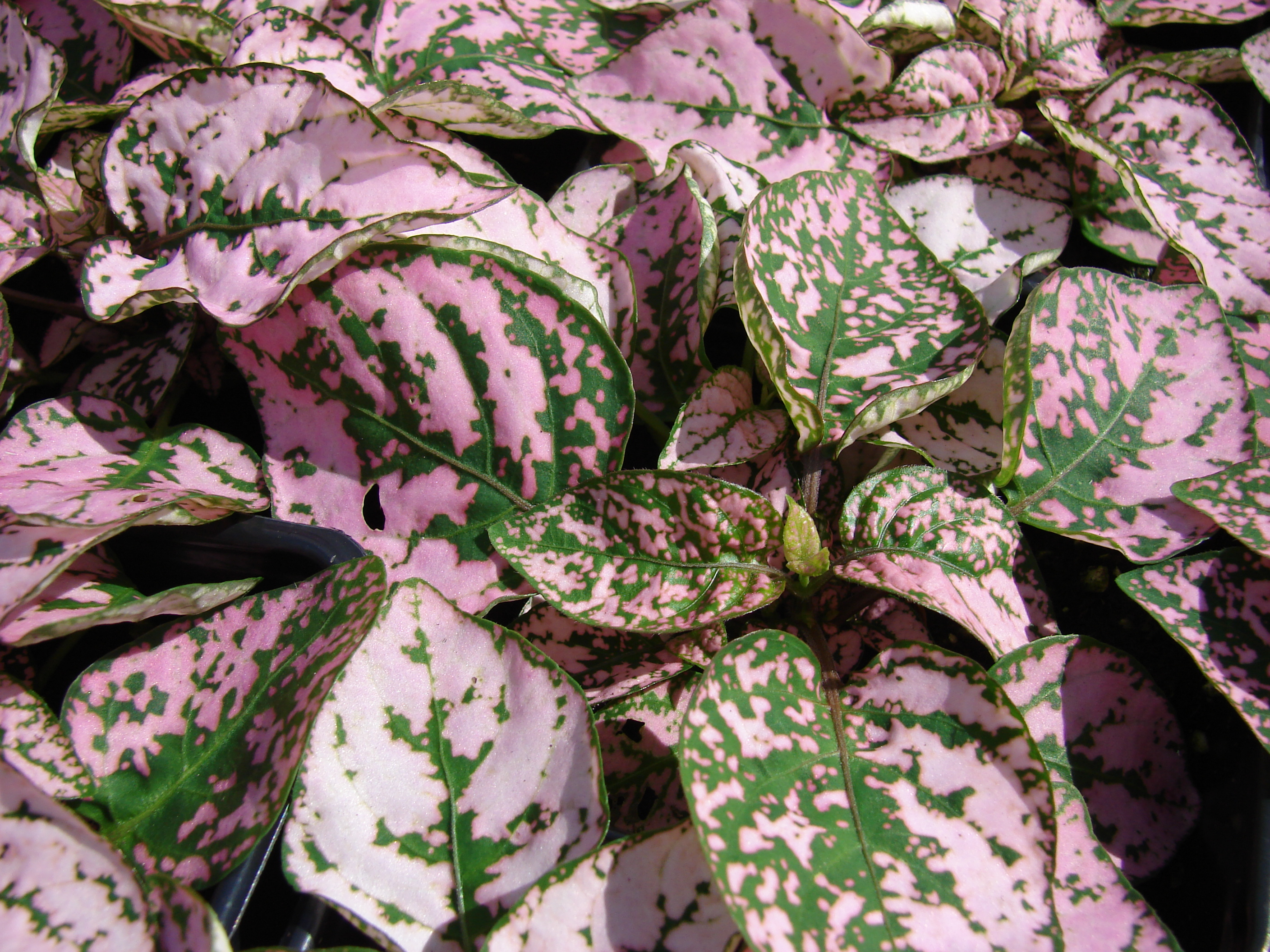
Podrostovka Hypoestes phyllostachya
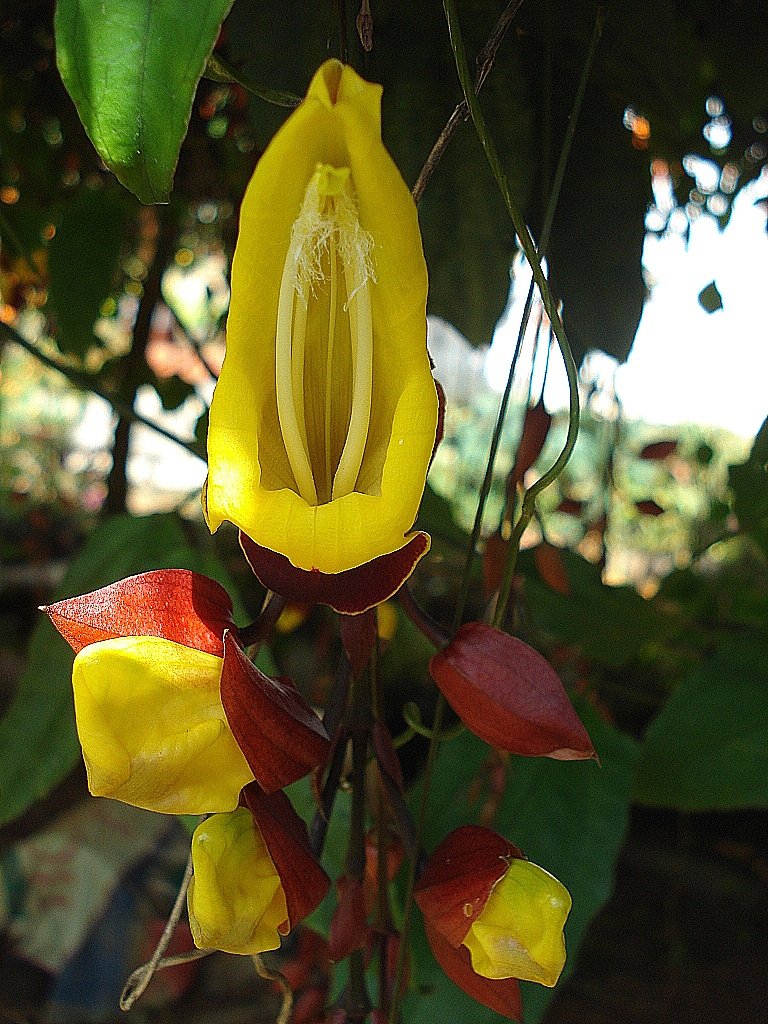
Květenství thunbergie Thunbergia mysorensis
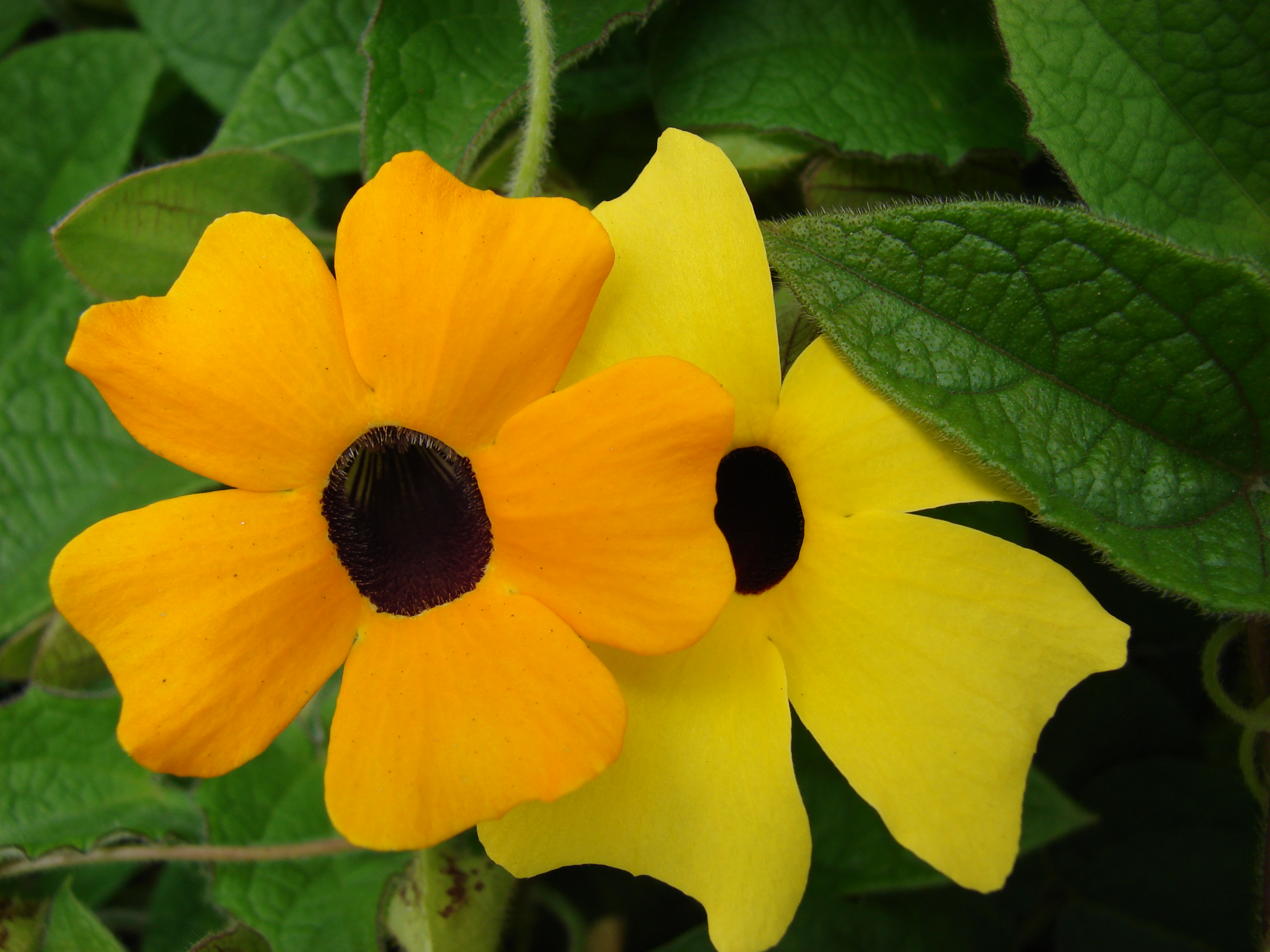
Černooká zuzana (Thunbergia alata)
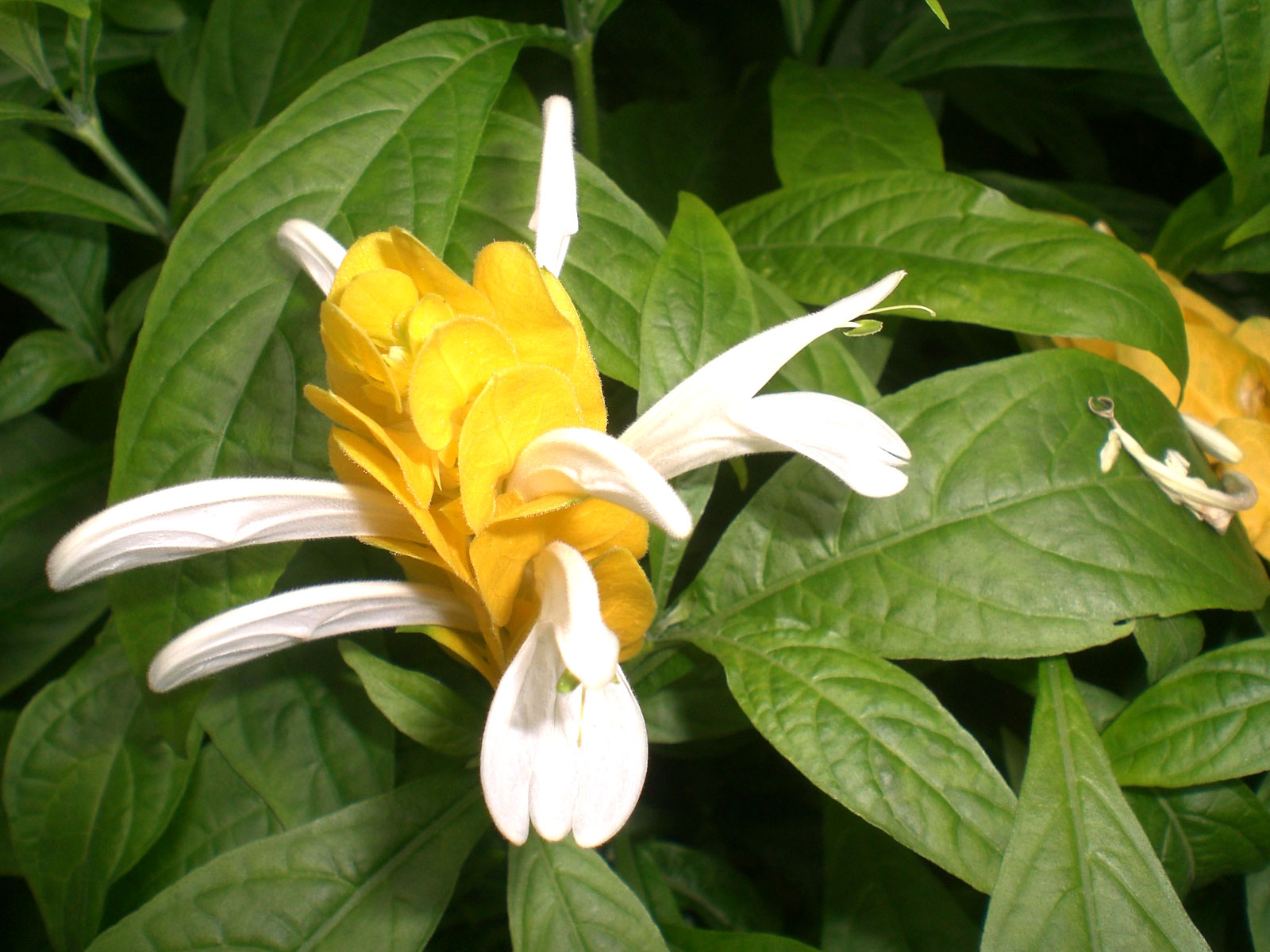
Kvetoucí tlustoklasec žlutý (Pachystachys lutea)
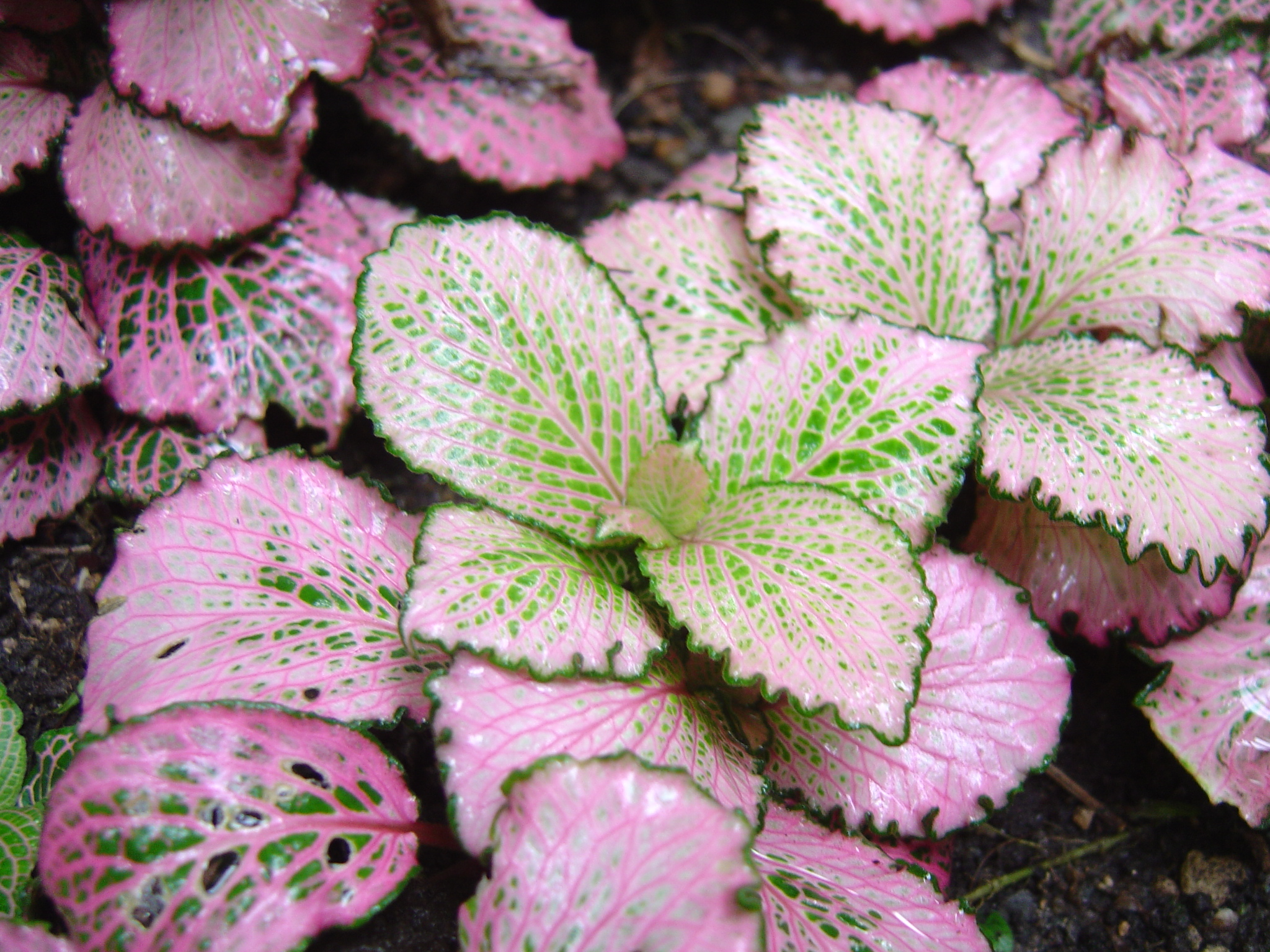
Fitónie Fittonia verschaffeltii 'Argyroneura minima'
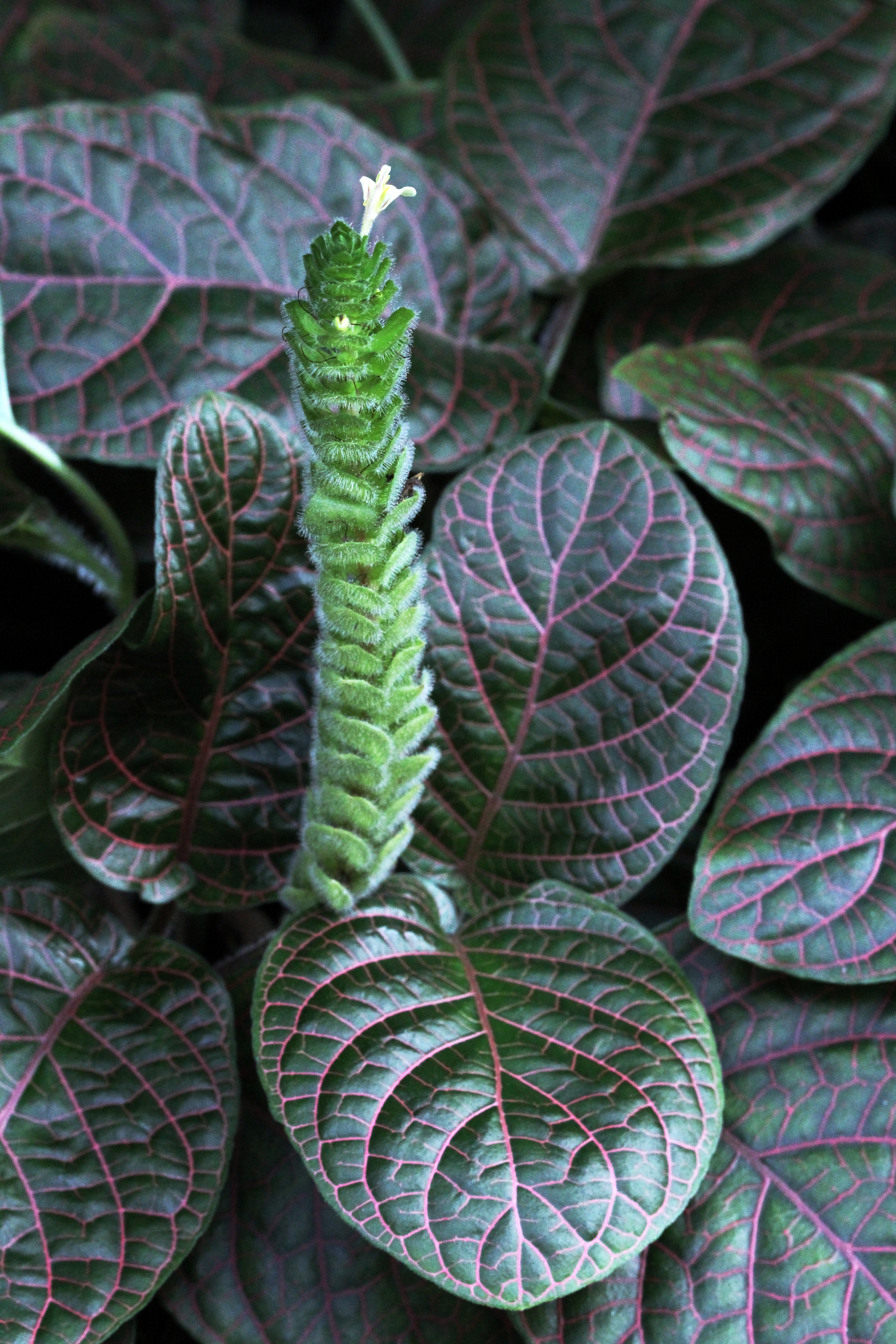
Fitónie Fittonia verschaffeltii 'Argyroneura'

## Přehled rodů
Acanthopale,
Acanthopsis,
Acanthus,
Achyrocalyx,
Afrofittonia,
Ambongia,
Ancistranthus,
Andrographis,
Angkalanthus,
Anisacanthus,
Anisosepalum,
Anisostachya,
Anisotes,
Anomacanthus,
Aphanosperma,
Aphelandra,
Ascotheca,
Asystasia,
Avicennia,
Ballochia,
Barleria,
Barleriola,
Blepharis,
Borneacanthus,
Boutonia,
Brachystephanus,
Bravaisia,
Brillantaisia,
Brunoniella,
Calacanthus,
Calycacanthus,
Camarotea,
Carlowrightia,
Celerina,
Cephalacanthus,
Cephalophis,
Chalarothyrsus,
Chamaeranthemum,
Champluviera,
Chileranthemum,
Chlamydacanthus,
Chlamydocardia,
Chorisochora,
Chroesthes,
Clinacanthus,
Clistax,
Codonacanthus,
Conocalyx,
Cosmianthemum,
Crabbea,
Crossandra,
Crossandrella,
Cuenotia,
Cyclacanthus,
Cynarospermum,
Cyphacanthus,
Dasytropis,
Dianthera,
Diceratotheca,
Dichazothece,
Dicladanthera,
Dicliptera,
Dinteracanthus,
Dischistocalyx,
Duosperma,
Dyschoriste,
Ecbolium,
Echinacanthus,
Elytraria,
Encephalosphaera,
Eranthemum,
Eremomastax,
Filetia,
Fittonia,
Forcipella,
Glossochilus,
Graphandra,
Graptophyllum,
Gymnophragma,
Gymnostachyum,
Gypsacanthus,
Haplanthodes,
Haplanthus,
Harpochilus,
Hemigraphis,
Henrya,
Herpetacanthus,
Heteradelphia,
Holographis,
Hoverdenia,
Hulemacanthus,
Hygrophila,
Hypoestes,
Ichthyostoma,
Isoglossa,
Isotheca,
Jadunia,
Justicia,
Kalbreyeriella,
Kenyacanthus,
Kosmosiphon,
Kudoacanthus,
Lankesteria,
Lasiocladus,
Leandriella,
Lepidagathis,
Leptosiphonium,
Liberatia,
Linariantha,
Louteridium,
Mackaya,
Marcania,
Megalochlamys,
Megaskepasma,
Melittacanthus,
Mellera,
Mendoncia,
Metarungia,
Mexacanthus,
Mimulopsis,
Mirandea,
Monechma,
Monothecium,
Morsacanthus,
Nelsonia,
Neriacanthus,
Neuracanthus,
Nicoteba,
Odontonema,
Oplonia,
Orophochilus,
Pachystachys,
Pararuellia,
Pericalypta,
Petalidium,
Phaulopsis,
Phialacanthus,
Phlogacanthus,
Physacanthus,
Podorungia,
Poikilacanthus,
Polylychnis,
Populina,
Pranceacanthus,
Pseudacanthopale,
Pseuderanthemum,
Pseudocalyx,
Pseudodicliptera,
Psilanthele,
Psiloesthes,
Ptyssiglottis,
Pulchranthus,
Rhaphidospora,
Rhinacanthus,
Rhombochlamys,
Ritonia,
Rostellularia,
Ruellia,
Ruelliopsis,
Rungia,
Ruspolia,
Ruttya,
Saintpauliopsis,
Salpinctium,
Salpixantha,
Samuelssonia,
Sanchezia,
Sapphoa,
Satanocrater,
Schaueria,
Schaueriopsis,
Sclerochiton,
Sebastiano-schaueria,
Spathacanthus,
Sphacanthus,
Sphinctacanthus,
Stachyacanthus,
Staurogyne,
Stenandrium,
Stenostephanus,
Stenothyrsus,
Streblacanthus,
Streptosiphon,
Strobilanthes,
Strobilanthopsis,
Suessenguthia,
Symplectochilus,
Tabascina,
Tessmanniacanthus,
Tetramerium,
Thunbergia,
Thyrsacanthus,
Thysanostigma,
Trichanthera,
Trichaulax,
Trichocalyx,
Trichosanchezia,
Vavara,
Vindasia,
Whitfieldia,
Wuacanthus,
Xantheranthemum,
Xerothamnella,
Xylacanthus,
Yeatesia,
Zygoruellia